# Bankrrota
Bankrrota est un groupe de punk rock colombien, formé à Medellin. Malgré leur courte carrière, ils se sont fait un nom dans la scène underground locale grâce à leurs performances qui ont déjà parcourues différentes villes de Colombie.

## Biographie
Le groupe est formé en mars 2002 quand Andres « Krbass » Carvajal (guitare), Juan Ochoa (batterie), Juan Restrepo (guitariste, chant), José Maître (chant) et Camilo Isaza (guitare), les premiers membres, se rassemblent pour créer une nouvelle bande de punk rock, influencée par des groupes comme NOFX, Pennywise, Bad Religion, Lagwagon, et BigWig. Au cours de deux enregistrements qui n'ont jamais été lancés, José et Camilo quittent le groupe et cèdent la place à Philippe Bouckenooghe et Christian Carmona qui changeront radicalement le style musical de Bankrrota. 
Avec un répertoire défini, ils décident, en janvier 2003, d'enregistrer leur premier EP sous le nom de No puedo parar. Avec cette démo, ils se font connaître un peu plus dans la scène de Medellin. En 2004, quand Juancho décida se retirer, la bande sembla disparaître. Mais en août ils sont retournés aux essais plus frais et avec des influences nouvelles comme Near Miss, Satanic Surfers, Belvedere et Rise Against. Le groupe fait beaucoup d'apparitions avec un nouvel air et avec un son plus défini vers le type du hardcore mélodique. En décembre 2004, ils décident de retourner au studio d'enregistrement. En mai 2005, ils terminent la démo appelée Time to Change, avec trois chansons rapides chargées d'énergie et avec des lettres plus mûres.
En 2005, ils jouent au Festival Altavoz, auquel ils prennent part comme l'un des 66 groupes parmi les 175 qui se sont inscrits. L'année 2006 commence avec le départ de Philippe, ce qui mis le groupe dans une situation difficile, le groupe a dû chercher à combler ce vide au moment où il était sur le devant de la scène.  Christian et Krbass ont alors pris les commandes aux voix et avec l'entrée de Felipe Hincapie en tant que seconde guitare, le groupe est reparti avec beaucoup de force. Une paire d'apparitions à Medellín et leur première présentation dans la ville de Bogota avec les groupes les plus reconnus de la capitale ont clos l'année. À la fin de 2006, avec un nouveau répertoire beaucoup plus solide que trois ans auparavant, entre Juan Fernando Sanchez comme voix. En avril 2007, avec le groupe au complet, ils ont enregistré leur troisième démo sous le nom de Resurreccion. Cette même année, ils ont de nouveau pris part au Festival Altavoz. On trouve actuellement en pré-produit leur premier travail discographique qui sortira courant 2008.
En novembre 2011, Bankrrota publie le premier single de son album à paraître, intitulé Rebelión. L'album, aussi intitulé Rebelión, sort en 2012 en hommage à leur dix ans d'existence,. À la fin de 2012, ils sont annoncés au Rock on Fest du 7 au 20 janvier 2013.

## Membres

### Membres actuels
- Juan Fernando « Salchi » Sanchez - chant
- Andres « Krbass » Carvajal - guitare, chant
- Chris Carmona - guitare, chant
- Felo Hincapie - guitare
- Juan Ochoa - batterie

### Anciens membres
- Philippe Bouckenooghe - guitare, chant (2002-2005)
- Juan Restrepo - chant (2002-2003)
- Camilo Isaza - guitare (2002)

## Discographie

### Album studio
- 2012 : Rebelión

### Démos et EP
- 2003 : No Puedo Parar (EP)
- 2005 : Time to Change (démo)
- 2007 : Resurreccion (démo)

### Apparitions
- 2007 : Banda Ancha Rock Festival - avec la chanson Sin Animo de Lucro